# وانگ یینگ (بازیکن واترپلو)
وانگ یینگ (انگلیسی: Wang Ying؛ زادهٔ ۷ اوت ۱۹۸۸) بازیکن زن واترپلو اهل چین است.
وی در مسابقات کشوری و بین‌المللی در مجموع برندهٔ ۲ مدال طلا، ۱ مدال نقره شده‌است.